# Guide phylogénétique illustré du monde végétal

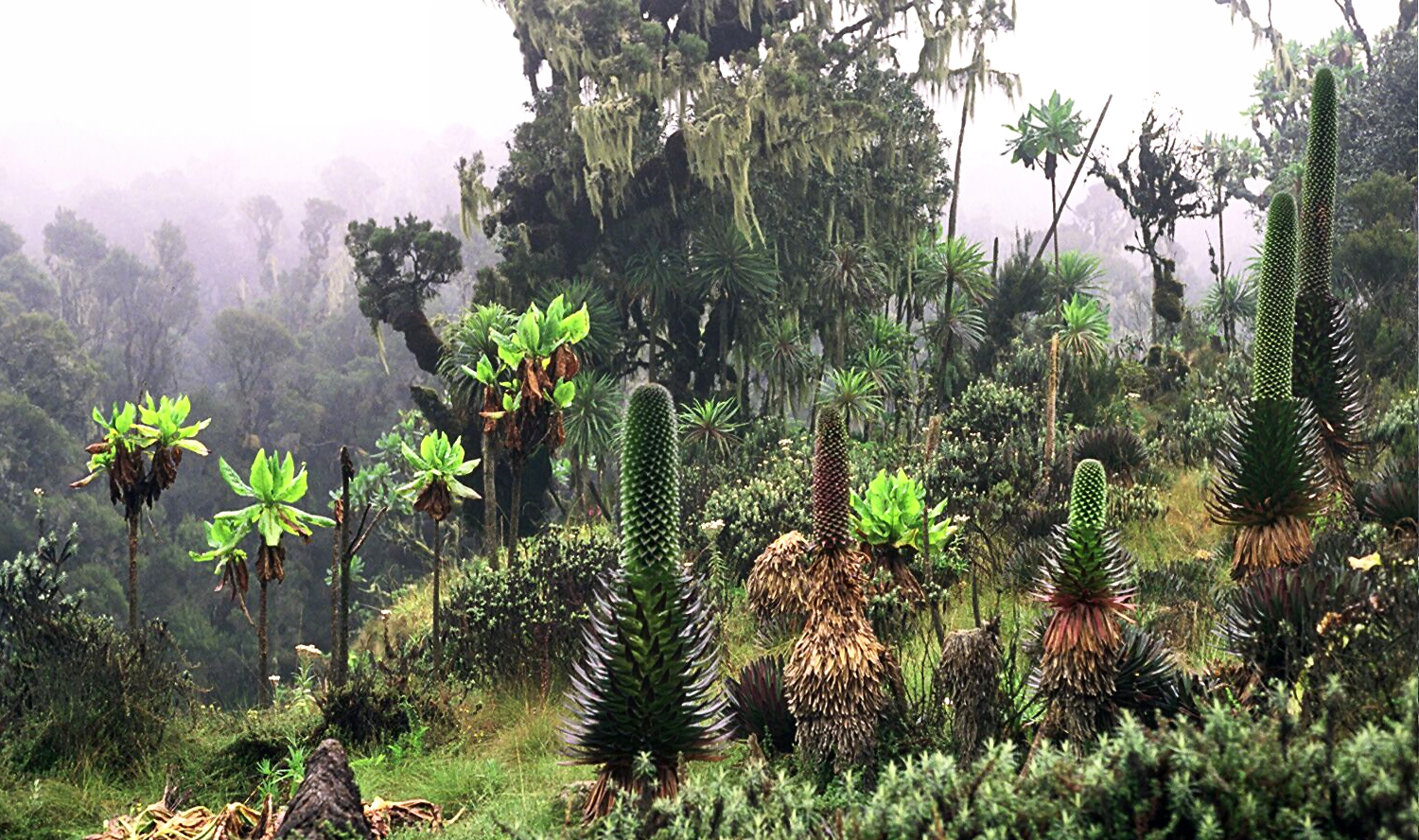
Formations végétales d'altitude sur les pentes du mont Ruwenzori (frontière République démocratique du Congo - Ouganda)

Ce guide phylogénétique illustré du monde végétal permet, pour l'ensemble des groupes végétaux ainsi que pour les champignons, d'accéder directement aux images entreposées sur le site de Wikimedia Commons (base de données photographique et, comme Wikipédia, co-projet de Wikimedia). L'accès peut se faire soit de manière simplifiée vers les principaux grands groupes, soit de façon plus ciblée via un arbre phylogénétique.

## Accès simplifié et direct aux grands groupes

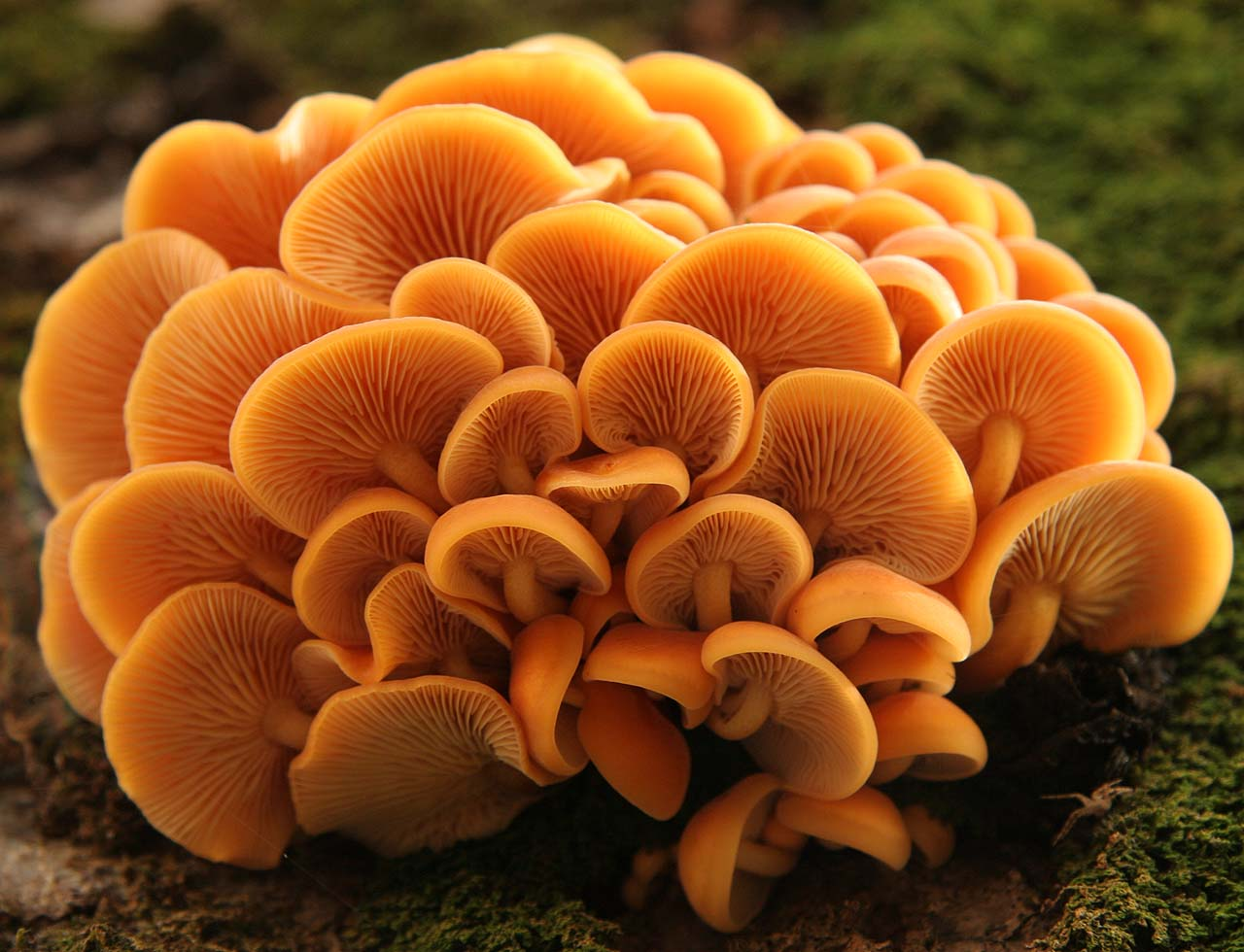
Champignons (en général)
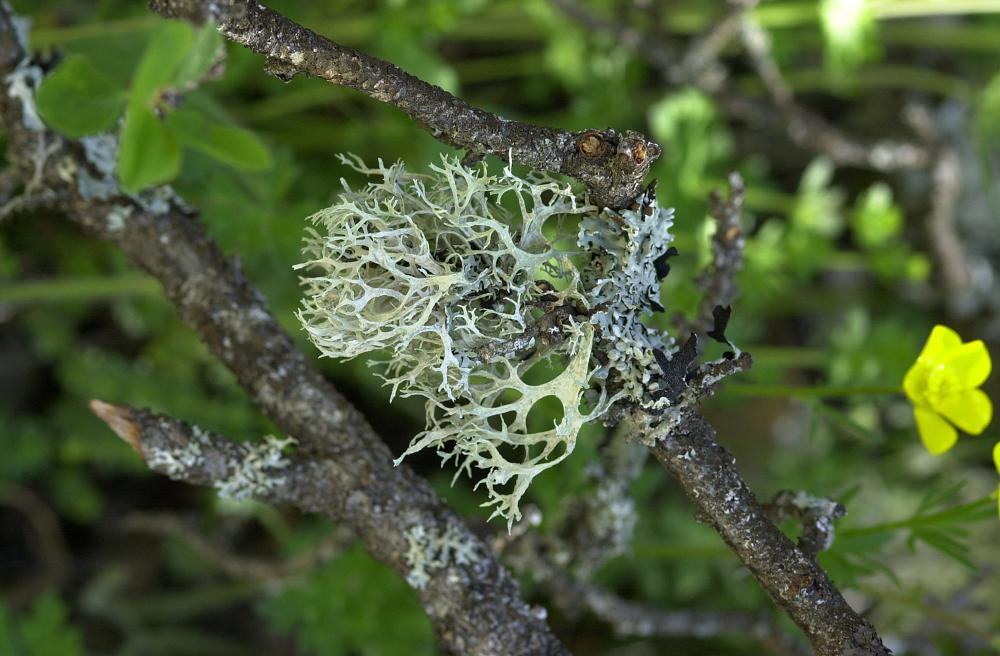
Lichens (champignons spécialisés)
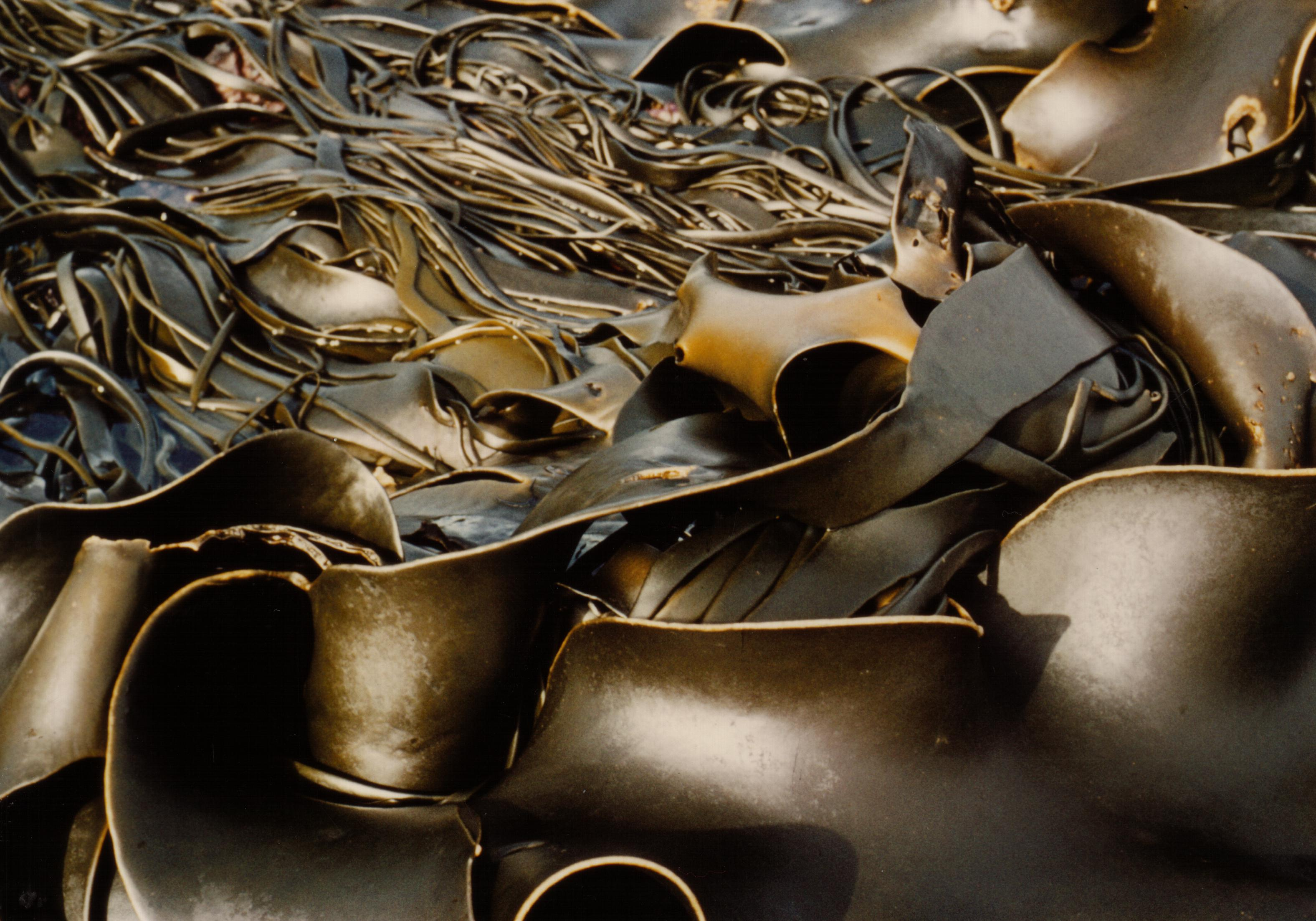
Algues brunes
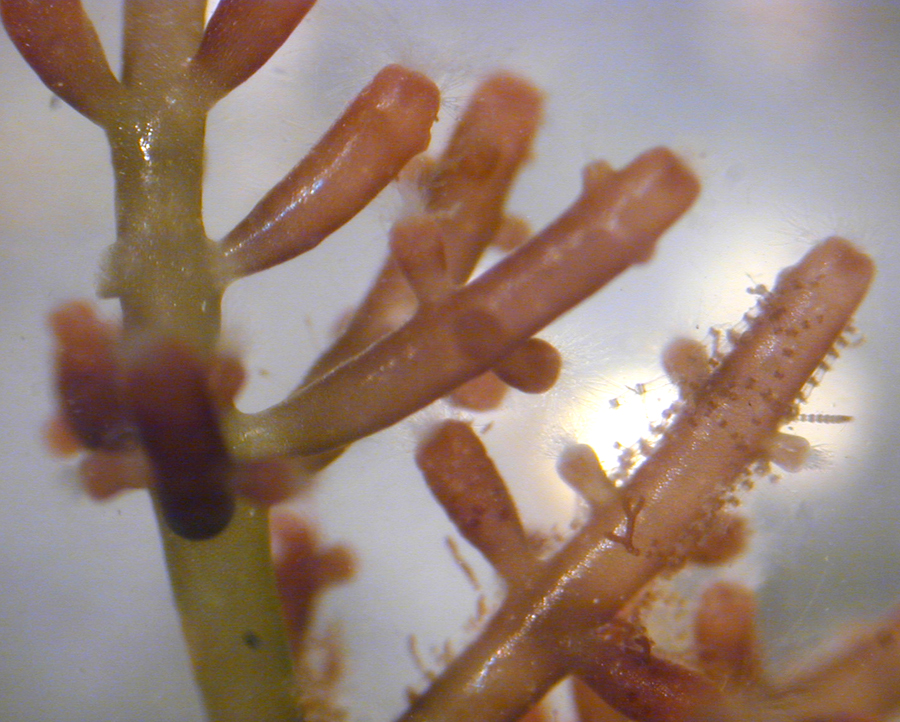
Algues rouges
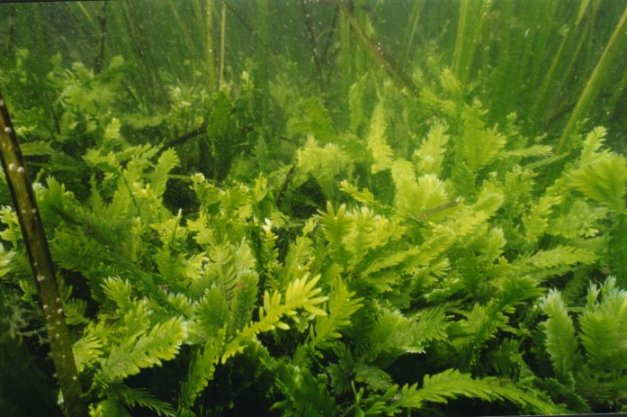
Algues vertes
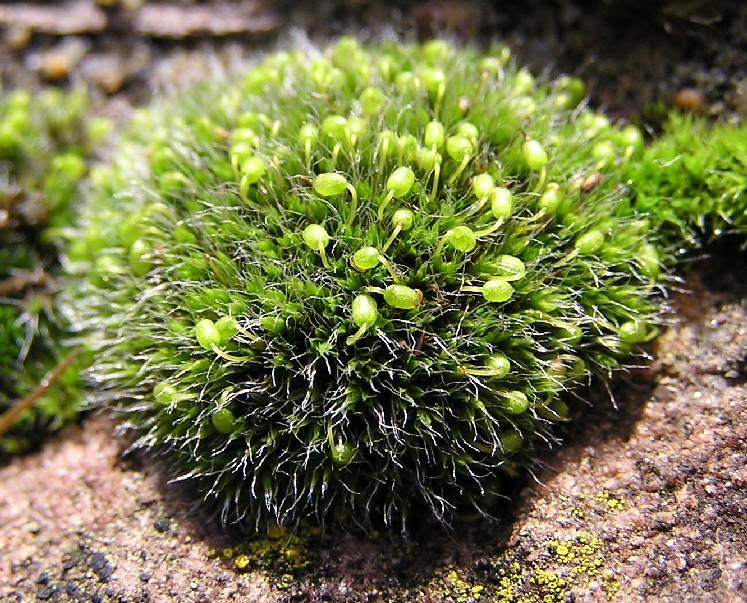
Mousses
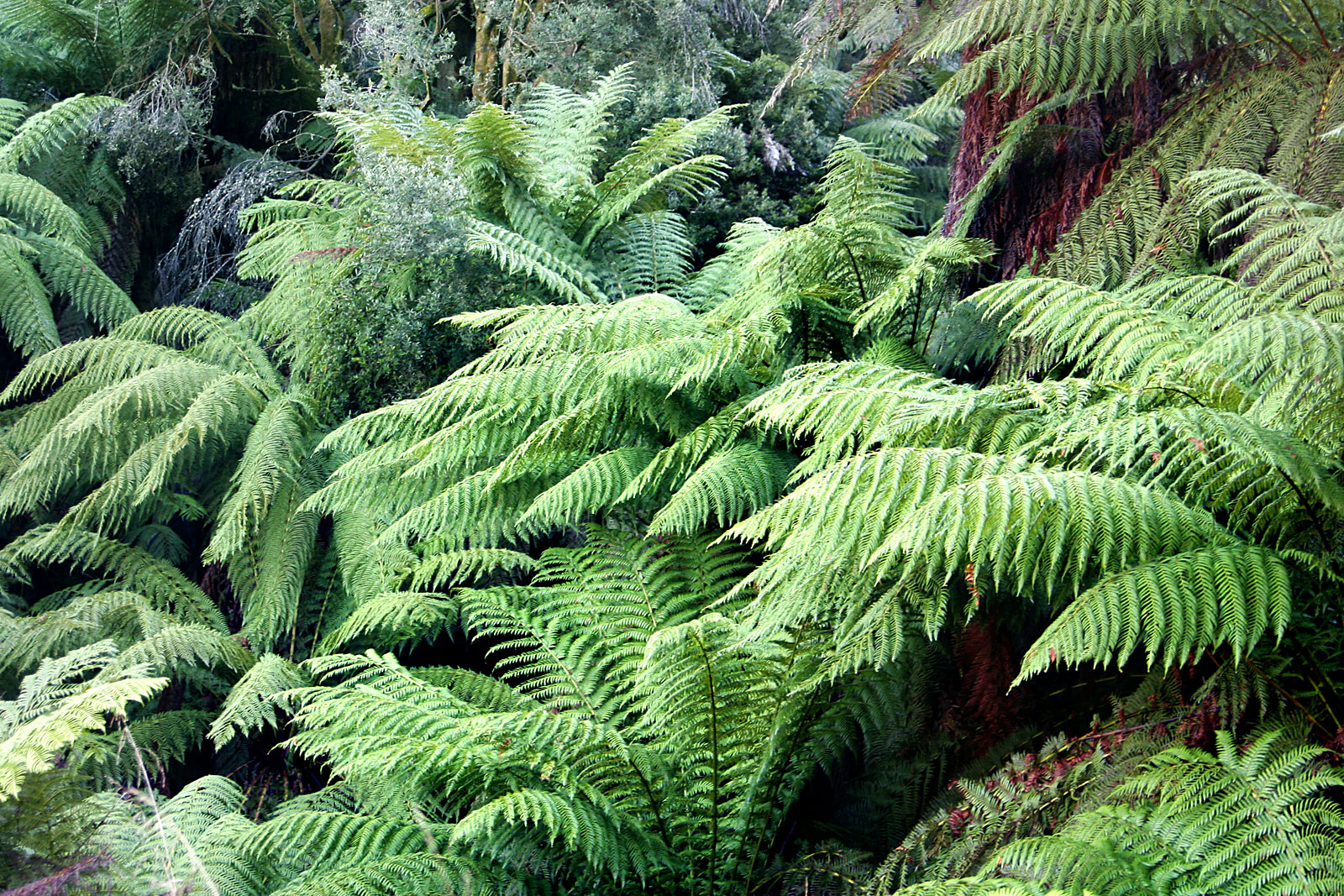
Fougères
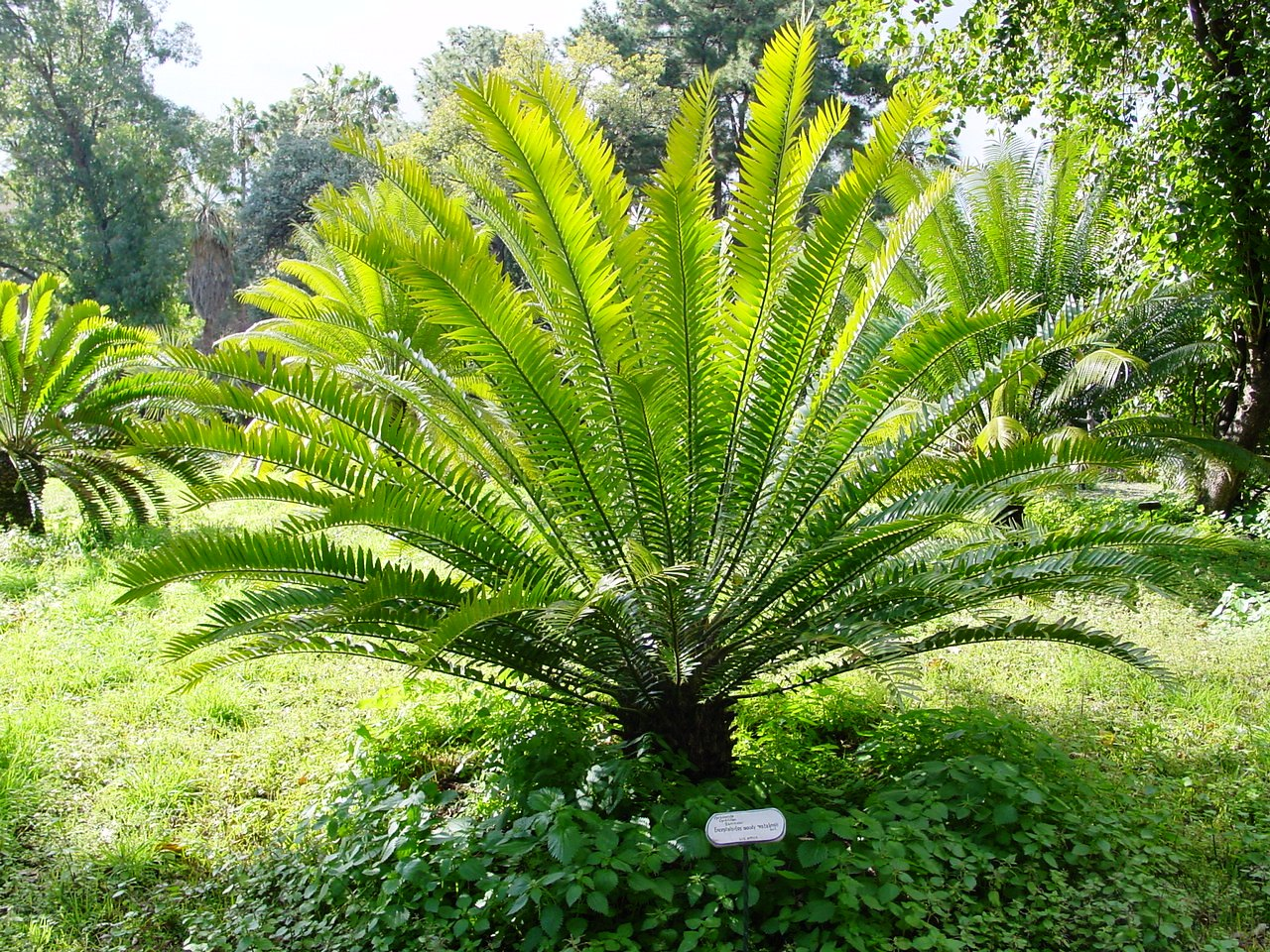
Cycadées
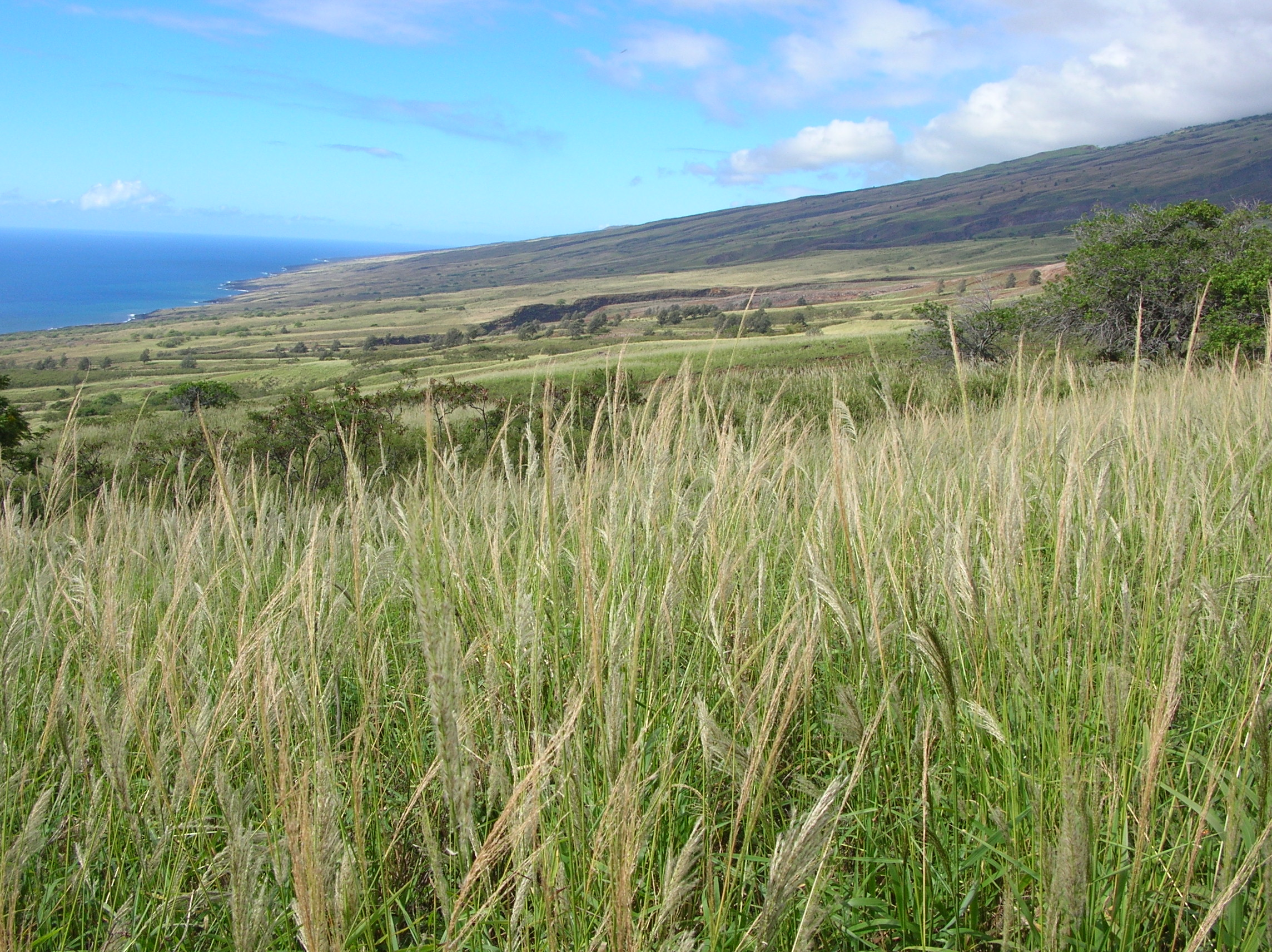
Graminées, bambous
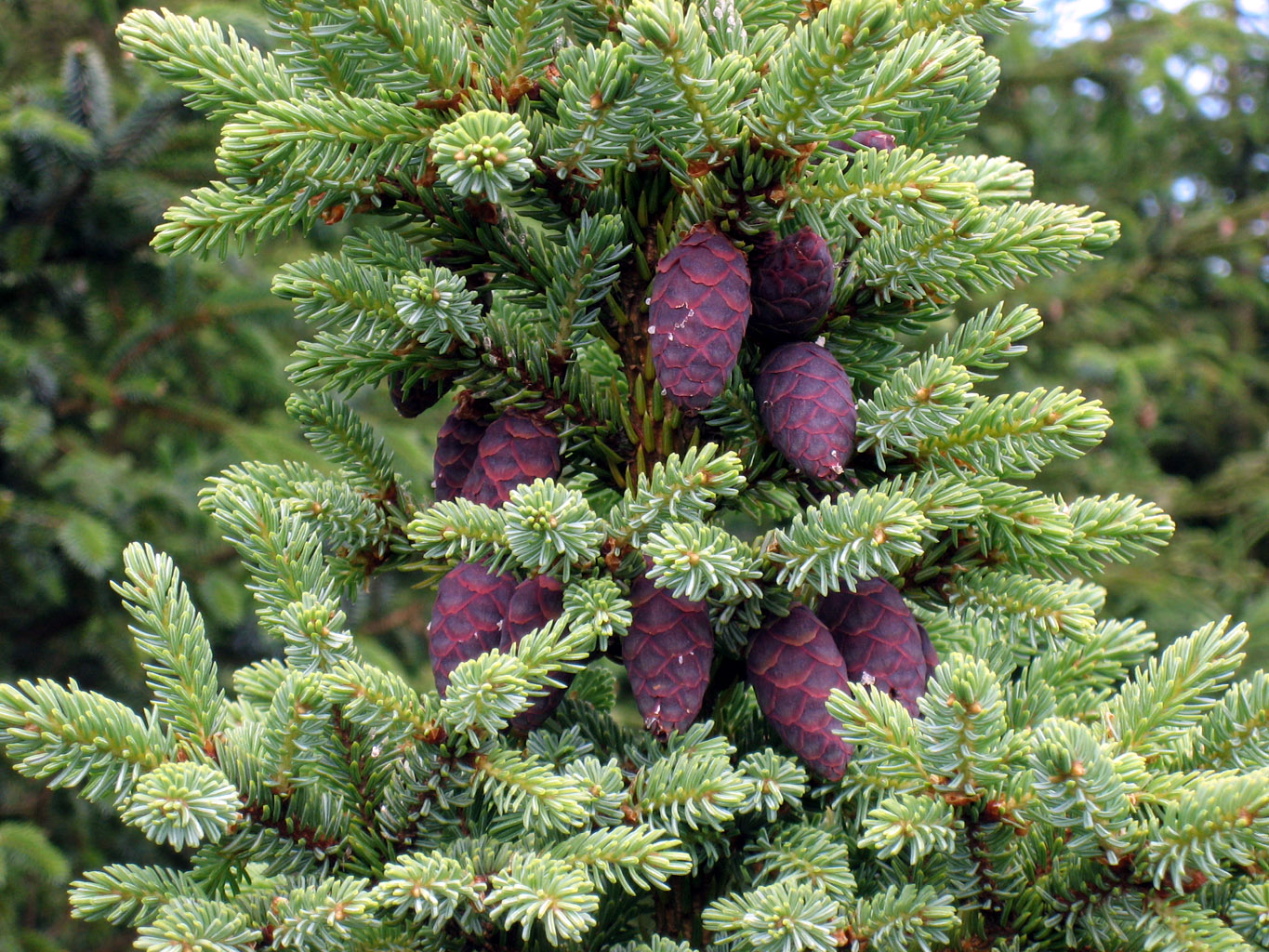
Pins, sapins (Conifères)
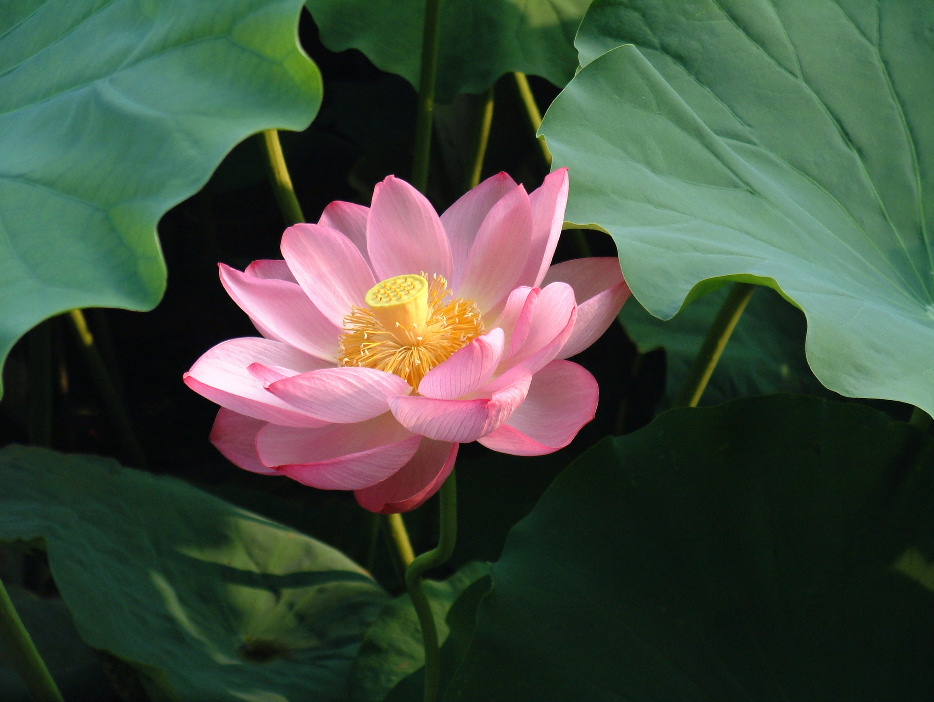
Plantes à fleurs, ou Angiospermes (en général)
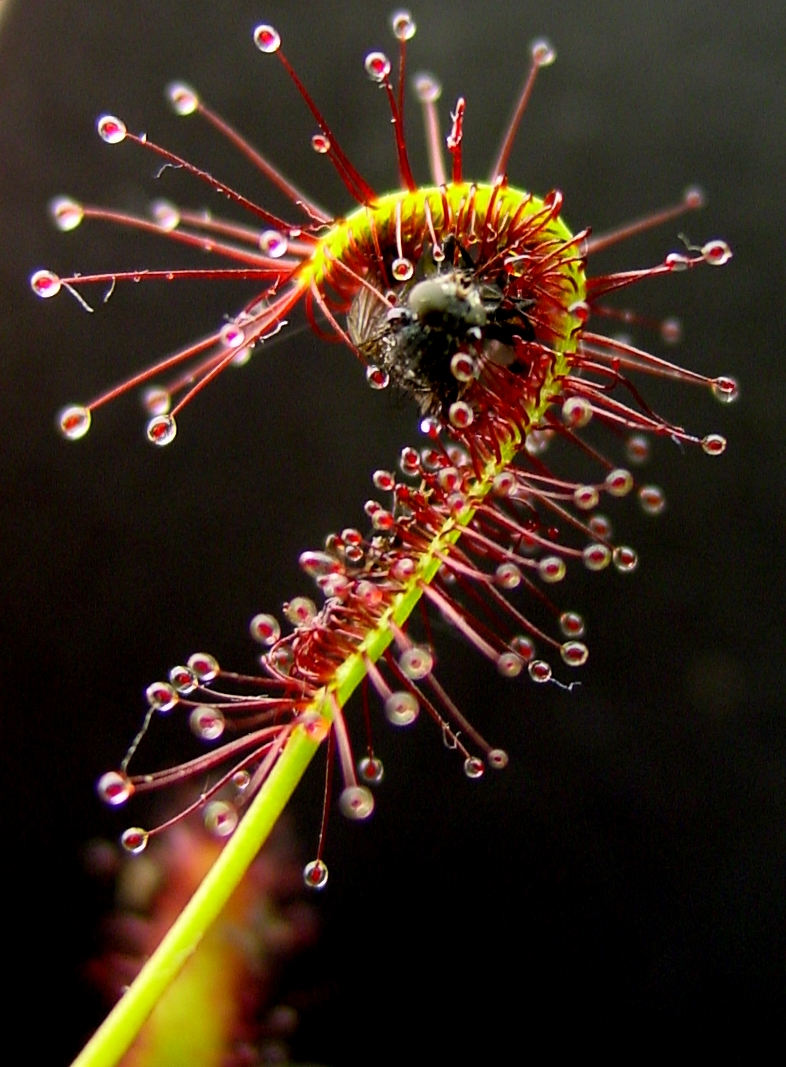
Plantes carnivores (Angiospermes)
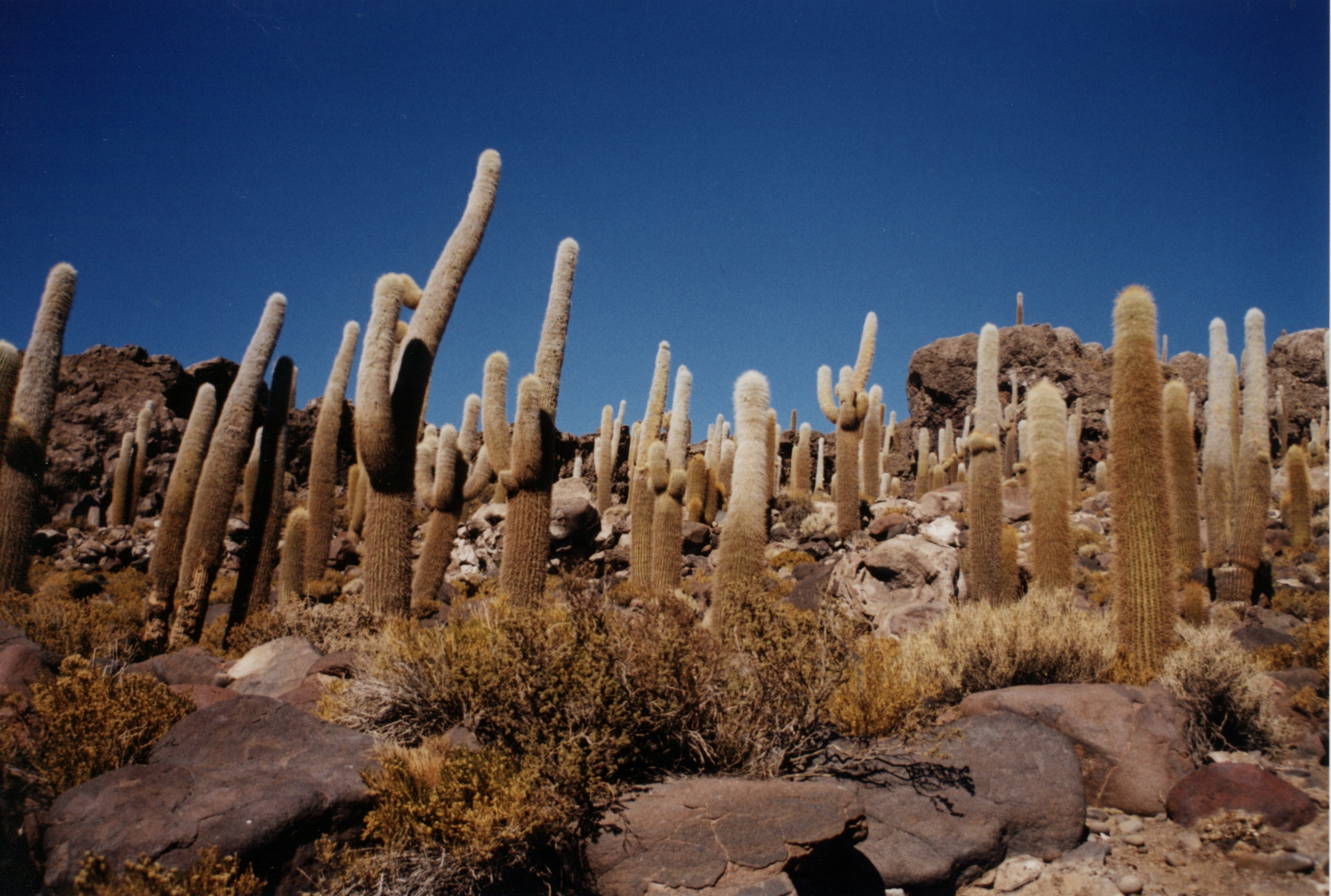
Cactus (Angiospermes)
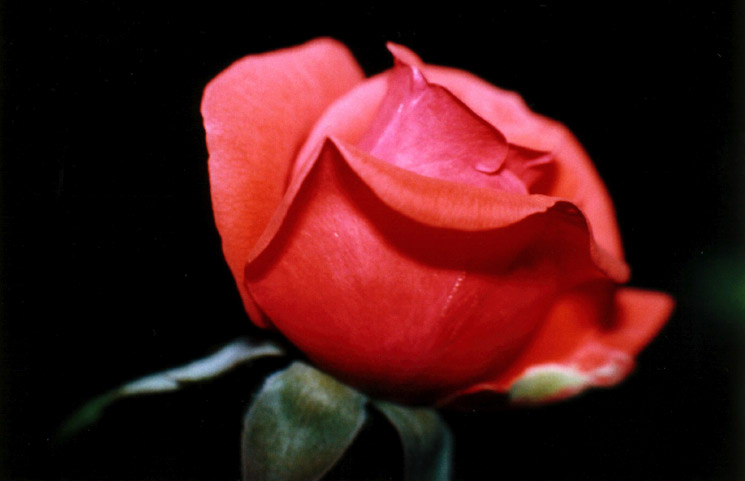
Rosiers (Angiospermes)
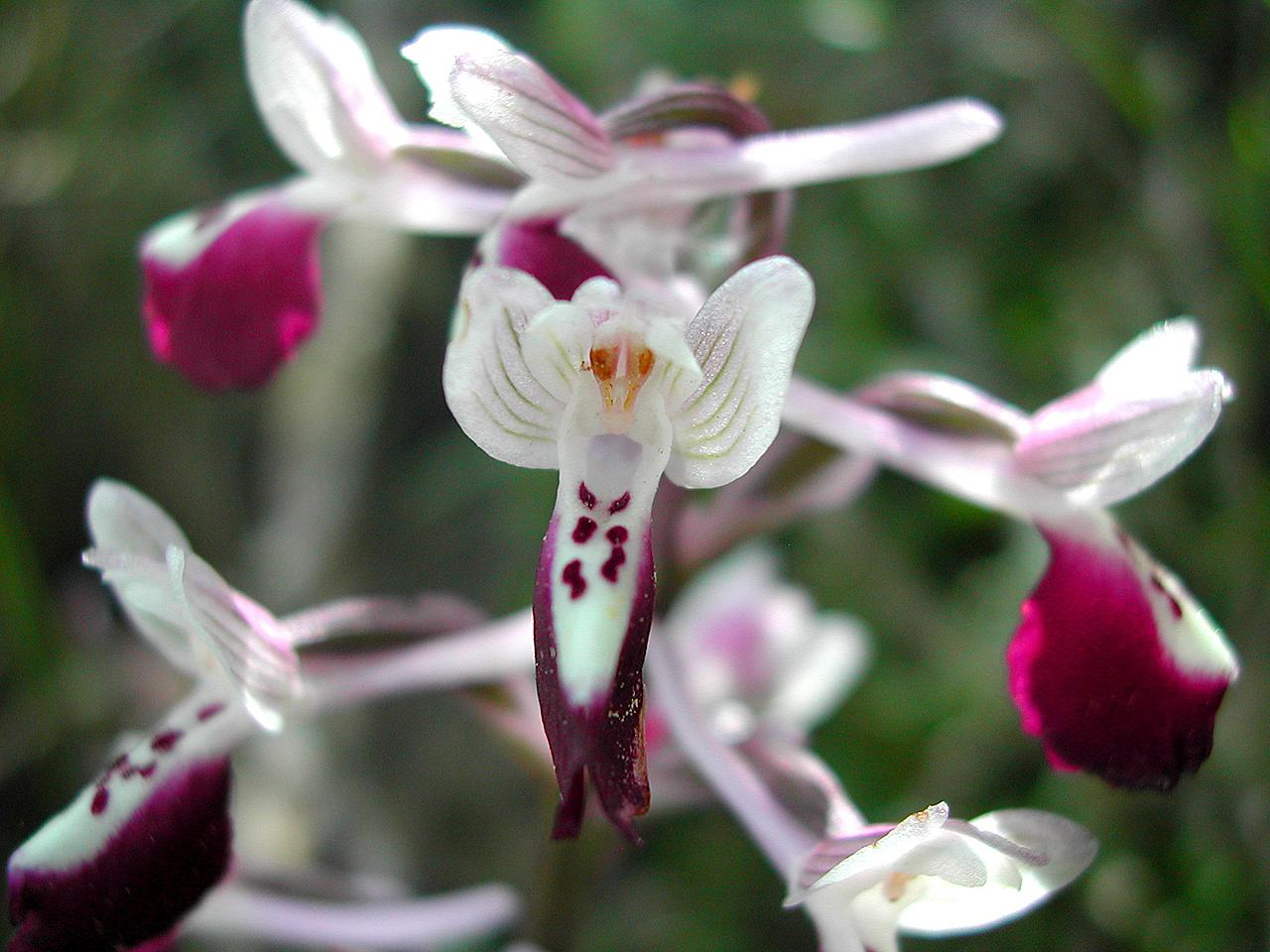
Orchidées (Angiospermes)
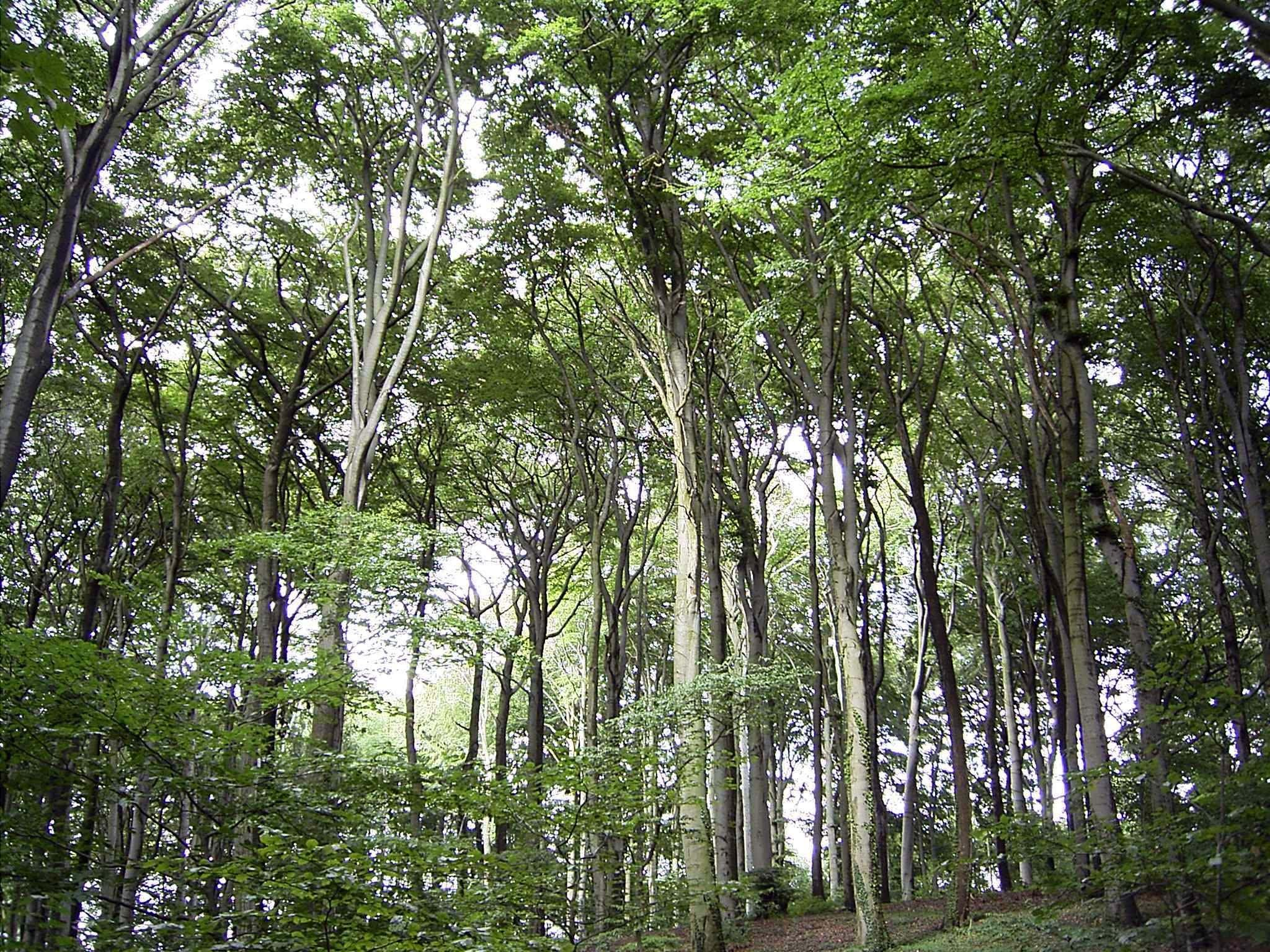
Chêne, hêtre, bouleau (Angiospermes)

## Accès par l'arbre phylogénétique détaillé
L'arbre ci-dessous est en grande partie tiré de l'ouvrage de Lecointre, Classification phylogénétique du vivant.
.
Les liens de l'arbre phylogénétique (colonne de gauche) mènent aux articles correspondant de wikipédia. Ceux de la colonne de droite mènent aux pages Wikimedia Commons. Dans l'arbre phylogénétique, les groupes éteints n'ont pas été représentés. La classification phylogénétique étant en perpétuelle évolution, certains termes peuvent varier entre wikimedia commons et wikipédia. Une mise à jour permanente est nécessaire...
Le signe (+) renvoie à la classification phylogénétique du groupe considéré.
```
└─o 
EUKARYOTA
 (
+
)
  │
  ├─o 
Bikonta

  │ ├─o 
Chromista
 (
+
).......................................................................(
Algues brunes
)
  │ │
  │ └─o 
Archaeplastida
......................................................................(Plantes)
  │   ├─o 
Glaucophyta
 ou 
Glaucocystophyceae
 (
+
).............................................(Glaucophytes)
  │   └─o 
Metabionta

  │     ├─o 
Rhodophyta
 (
+
)..................................................................(
Algues rouges
)
  │     │
  │     └─o 
PLANTAE
 ou 
Viridiplantae
 ou 
Chlorobionta
........................................(Plantes vertes)
  │       │
  │       ├─o 
Chlorophyta
 (
+
)...............................................................(
Algues vertes 1
 et 
2
)
  │       │
  │       └─o 
Streptophyta

  │         ├─o 
Zygnematophyta
 (
+
)
  │         └─o
  │           ├─o 
Charophyceae
 ou 
Charales

  │           └─o 
Embryophyta

  │             ├─o 
Marchantiophyta
 ou 
Hepaticophyta
 (
+
)....................................(Hépatiques)
  │             └─o 
Stomatophyta

  │               │
  │               ├─o 
Bryophyta
 (
+
).........................................................(
Mousses
)
  │               │
  │               └─o 
Polysporangiophyta
 ou 
Rhyniophyta

  │                 └─o 
Tracheophyta
 ou 
Tracheobionta

  │                   ├─o 
Lycophyta
 ou 
Lycopodiophyta
 (
+
)...................................(
Lycopodes, Sélaginelles
)
  │                   └─o
  │                     ├─o
  │                     │ ├─o 
Sphaenophyta
 ou 
Equisetophyta
 (
+
).............................(
Prêles
)
  │                     │ └─o 
Filicophyta
 ou 
Polypodiidae
 (
+
)...............................(
Fougères
)
  │                     │
  │                     └─o 
Spermatophyta

  │                       ├─o
  │                       │ ├─o 
Cycadophyta
 (
+
).............................................(
Cycadées
)
  │                       │ └─o
  │                       │   ├─o 
Ginkgoales
................................................(
Ginkgo biloba
)
  │                       │   │
  │                       │   └─o 
Pinophyta
 ou 
Coniferophyta
 (
+
)............................(
Conifères
)
  │                       └─o 
  │                         ├─o 
Gnetophyta

  │                         │
  │                         └─o 
Angiospermata
 ou 
Magnoliophyta
 (
+
)..........................(
Plantes à fleurs
)
  │                           ├─o 
Monocotyledoneae
 (
+
)......................................(
Monocotylédones
)
  │                           └─o 
Eudicotyledoneae
 (
+
)......................................(
Dicotylédones
)
  │
  └─o 
Opisthokonta

    │
    ├─o 
Fungi
 ou 
Mycota
.....................................................................(
Champignons
)
    │ │
    │ ├─o 
Chytridiomycota
 (
+
)...............................................................(Chytridiomycètes)
    │ └─o
    │   ├─o
    │   │ ├─o 
Zygomycota
 (
+
)................................................................(Zygomycètes)
    │   │ └─? 
Microsporidia
 (
+
).............................................................(Microsporidies)
    │   └─o
    │     ├─o 
Glomeromycota
 (
+
).............................................................(Glomeromycètes)
    │     └─o
    │       ├─o 
Basidiomycota
 (
+
)...........................................................(
Basidiomycètes
)
    │       └─o 
Ascomycota
 (
+
)..............................................................(
Ascomycètes
)
    │
    └─o 
Metazoa
.............................................................................(Animaux multicellulaires)
```